# Empis morio
Empis morio är en tvåvingeart som beskrevs av Fabricius 1794. Empis morio ingår i släktet Empis och familjen dansflugor. Inga underarter finns listade i Catalogue of Life.